# Gipsoteca canoviana
La Gipsoteca canoviana es una gliptoteca que forma parte del Museo Canova y está ubicada en Possagno. Está nombrada en honor a Antonio Canova y conserva sus dibujos, modelos de yeso y bocetos.
El término gliptoteca viene del griego y significa: colección de yesos. En la Gipsoteca canoviana se guardan y conservan los modelos en yeso de las obras que Canova luego realizó en mármol. El proceso de creación de estatuas era largo e incluía varias etapas para su elaboración. Canova solía crear estatuas de yeso a tamaño completo para luego replicar la estatua de yeso en la obra final en mármol, sirviendo como un tipo de boceto tridimensional. También se conservan estatuas de terracota y arcilla que tenía la misma función.
La Gipsoteca canoviana se distribuye en dos salas. La primera de las salas data de 1836 y es un edificio de planta basilical, diseñada por el arquitecto veneciano Francesco Lazzari y la segunda fue construido por el arquitecto Carlo Scarpa en 1957. Esta es la mayor gliptoteca monográfica de Europa. El complejo museístico incluye la casa natal de Canova, donde se encuentran algunos oleos sobre lienzo, témperas, dibujos y grabados del artista, también se pueden encontrar su herramientas y ropa. El museo también incluye una biblioteca que cuenta con tres sectores. El primer sector conserva más 5 000 libros donados por Massimiliano Pavan, el segundo tiene muchos libros sobre la cultura veneciana y fueron donados por Elena Bassi y el tercero conserva muchos libros sobre la vida y obra del artista.

## Historia
|

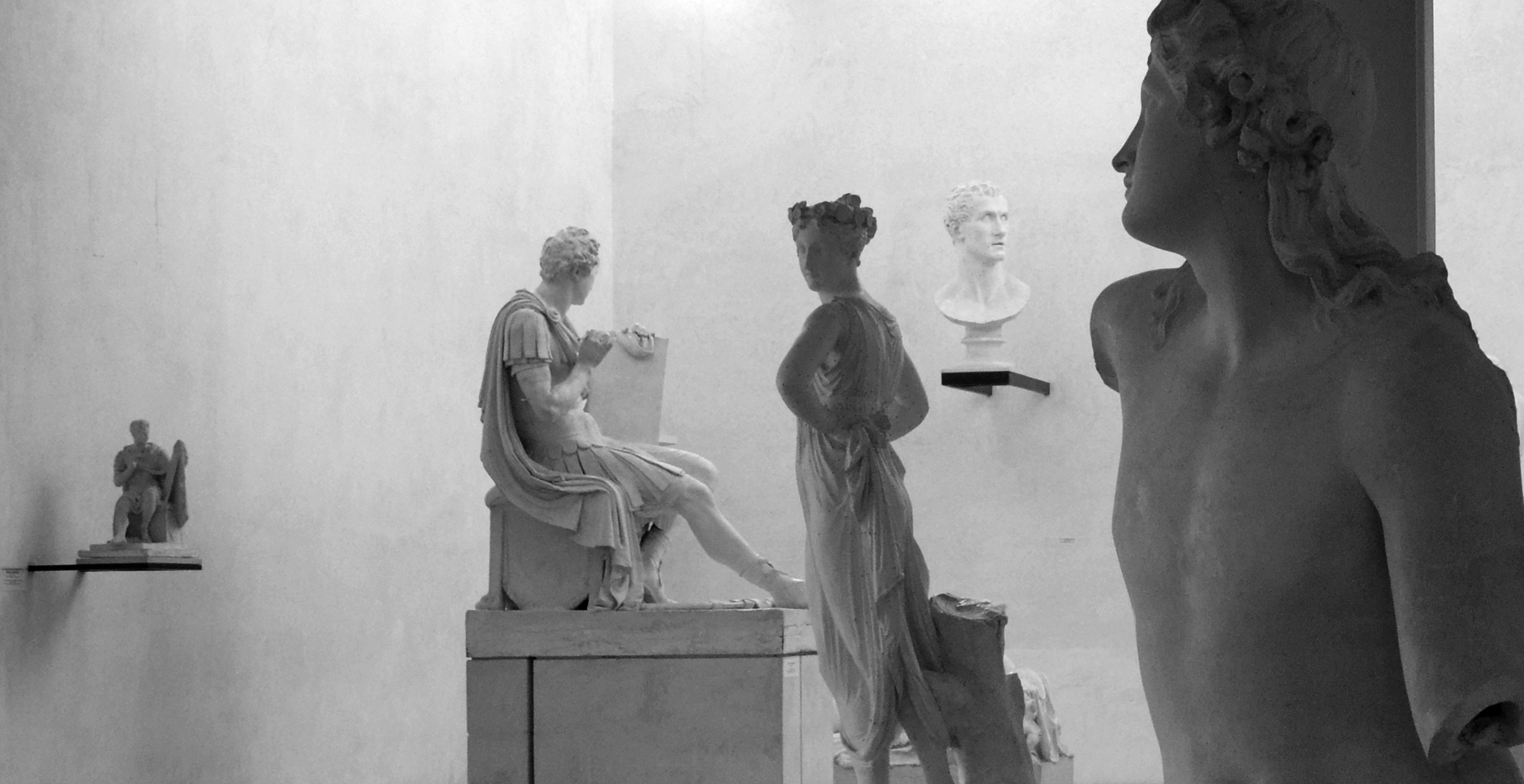
El interior de la gipsoteca.

El museo se encuentra ubicado en Possagno, junto a la casa natal de Antonio Canova. El artista solía visitar el lugar buscando alejarse de su taller en Roma. A causa de la falta de mármol, Canova solía pintar cuando viajaba a su tierra natal y por tal motivo muchas de sus obras se guardan en el actual museo.

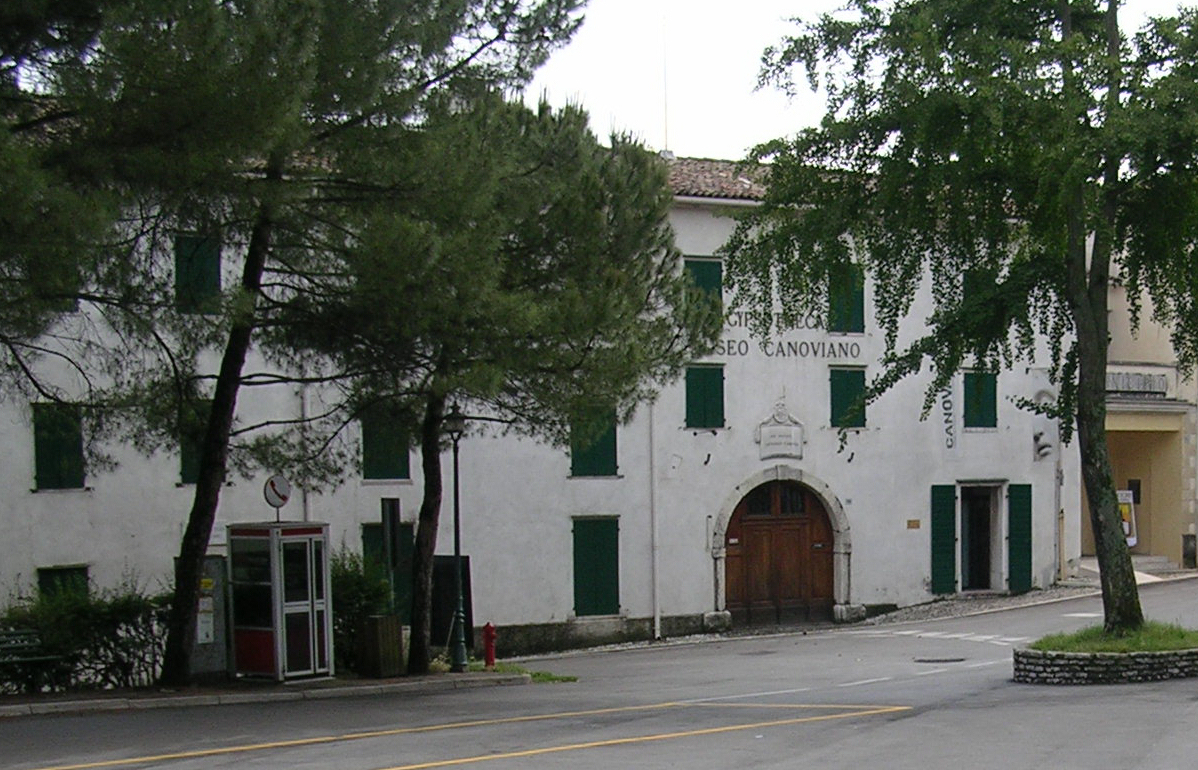
Exterior del museo

La gliptoteca se construyó por voluntad de Giovanni Battista Sartori, hermano de Canova. Este quería erigir un edificio que pudiera contener los trabajos de yeso, terracota y arcilla que estaban en el estudio en la vía Colonnette, en Roma. Las obras empezaron a ser transportadas a Possagna a partir de 1829. El plan de Sartori era recrear el taller de su hermano en su ciudad natal y para ello debía buscar a un arquitecto que pudiera llevar el plan a la realidad. Para tal misión fue Francesco Lazzari, que inicio las obras en 1834 y las terminaría en 1836.
La primera exposición fue llevada a cabo en 1844 por Pasino Tonin. En 1953 el museo fue vendido a la municipalidad de Possagno.
En 1917, durante la Primera Guerra Mundial, varias obras fueron dañadas y otras destruidas por los bombardeos, la estructura también sufrió daños. Esta fue reabierta al público en 1922, después de que Stefano y Siro Serafin llevaran a cabo una importante restauración de las obras. Durante la Segunda Guerra Mundial, por precaución, las estatuas fueron llevadas al interior del Templo de Possagno y permanecieron allí hasta 1946. Luego fueron reorganizadas según el esquema de Giovanni Battista Sartori. Un año importante para la gliptoteca es 1957, cuando el arquitecto veneciano Carlo Scarpa diseñó una extensión del edificio para permitir un alojamiento adecuado para todas las obras, de hecho muchas estatuas todavía se encuentran en los depósitos, incluidos los bocetos de terracota. Scarpa creó una disposición escenográfica de las obras maestras, las distribuyó en varios niveles, permitiendo que la luz natural se filtrara desde arriba.